# Флеш (фільм)
«Флеш» (англ. The Flash) — американський супергеройський фільм режисера Андреса Мускетті, заснований на однойменному коміксі видавництва DC Comics.
В американський кінопрокат «Флеш» вийшов 16 червня 2023 року. В український прокат стрічка вийшла 15 червня 2023 року.
Фільм розповідає історію походження супергероя Флеша, який скористався своїми здібностями до надшвидкого бігу, щоб повернутися в минуле та врятувати свою матір. Але коли він повертається, то бачить, що його мати жива, але його друзі зовсім інші, а світ на межі руйнування, бо з нього зникли супергерої.

## Сюжет
Баррі Аллен (Флеш) допомагає Брюсу Вейну (Бетмену) та Діані Прінс (Диво-жінці) зупинити пограбування банку в Ґотемі. Наступної ночі Баррі відвідує дім свого дитинства, де жив з матір'ю Норою та батьком Генрі. Одного разу туди ввірвався грабіжник, коли батька не було вдома, та вбив матір Баррі. Вину поклали на Генрі, що спонукало Баррі вчитися на юриста з метою визволити батька з в'язниці. Під впливом емоцій Баррі випадково користується Силою Швидкості, щоб повернутися в часі на початок дня, і потім розповідає про це Брюсові Вейну. Він ділиться бажанням вирушити в часи свого дитинства і врятувати матір. Попри попередження Брюса, що подорож у часі непередбачувано змінить сьогодення, Баррі вирішує втрутитися в історію. Слова його подруги переконують Баррі змінити лише дрібну деталь у минулому — забезпечити, щоб мати не забула купити банку томатного соусу, через яку батька не було вдома на момент убивства. Коли Баррі прямує в сьогодення, його збиває інший чоловік у темному костюмі та викидає в альтернативний 2013 рік. Тут мати жива, але також існує інша версія Баррі. Баррі майбутнього пояснює своєму двійникові, що повинен повернутися в рідний час. Але він усвідомлює, що саме цього дня отримав супершвидкість, чого може не статися з двійником, адже той буде на побаченні замість сидіти в кримінологічній лабораторії.
Тож Баррі вирішує повторити інцидент, який пережив сам, і веде двійника до лабораторії. Вночі туди потрапляє блискавка, хімікати в колбах змішуються та виплескуються на двійника, наділяючи супершвидкістю. Та оригінальний Баррі втрачає цю здатність, стаючи звичайною людиною. Поки Баррі намагається навчити двійника, як правильно користуватися новопридбаною силою, вони бачать новини про вторгнення на Землю генерала Зода, який розшукує іншого криптонця. В оригінальній історії Баррі в той час тільки-но опановував супершвидкість і не зміг завадити загибелі багатьох людей. Але тепер, як він думає, зуміє зібрати Лігу Справедливості та спинити Зода завчасно.
На розчарування Баррі, виявляється, що його втручання змінило історію кардинальніше, ніж він думав. У цьому світі не існує Диво-жінки, Аквамена й Кіборга. Обоє Баррі вирушають до маєтку Брюса Вейна. Проте місцевий Брюс давно перестав бути Бетменом, оскільки в Ґотемі майже немає злочинності. Брюс вислуховує розповідь Баррі та пояснює йому концепцію мультивсесвіту, показуючи, що використання подорожі в часі для зміни історії впливає не лише на події після втручання, але й до нього. Двоє Беррі переконують Брюса допомогти їм знайти Кел-Ела (Супермена).
Використовуючи комп'ютер у Бет-печері, Баррі та Брюс дізнаються, що в зміненій історії Кел-Ела утримують на таємній базі в Сибіру. Вони вирушають туди на Бет-літаку, проте знаходять родичку супергероя — Кару Зор-Ел (Супердівчину). Після порятунку Кари Баррі просить Брюса допомогти йому повернути свої сили, відтворивши оригінальний інцидент із блискавкою в Бет-печері. Перші дві спроби зазнають невдачі і ледве не вбивають Баррі. Тоді Кара доставляє його в грозу і третій розряд повертає супершвидкість. Кара та Брюс приєднуються до двох Баррі, щоб битися з силами Зода. Під час битви з Зодом Кара дізнається, що Зод перехопив рятувальну капсулу з малим Кел-Елом і вбив його під час невдалої спроби отримати Кодекс, який був у Кари. Обоє борються, при цьому Зод перемагає і вбиває Кару та отримує Кодекс з її крові. Брюс жертвує собою в невдалій спробі знищити криптонський корабель. Таким чином Зод запускає перетворення Землі на копію Криптона.
Баррі 2013 року пропонує вирушити в минуле. Обоє Баррі подорожують у часі, щоб врятувати своїх супутників, але Кара та Брюс щоразу гинуть. Баррі 2013 продовжує спроби, неодноразово подорожуючи назад у часі, але завжди безуспішно. Тим часом мультивсесвіт починає руйнуватися через зіткнення різних версій світів. Тоді невідомий чоловік, який раніше збив Баррі, повертається, і виявляється, що це постарілий Баррі 2013 року, Темний Флеш, який все ще вірить, що зможе врятувати свій світ від Зода та запобігти смерті Брюса й Кари. Він завдає рани собі в минулому, створюючи себе самого. Баррі 2013 року жертвує собою, щоб врятувати Баррі майбутнього, і стирає Темного Флеша з історії.
Згодом Баррі повертається в момент свого втручання, де зустрічає матір і каже їй про свої почуття, представившись незнайомцем. І все ж він знову дещо змінює історію, зробивши так, аби обличчя його батька було видно на камері спостереження в магазині, доводячи його відсутність удома під час убивства. Повернувшись у рідну історію, Баррі встигає на судове засідання, де його батька виправдовують. Він телефонує Брюсові Вейну та каже, що дарма не послухав його. Коли Брюс виходить із авто, виявляється, що тепер він зовсім інша людина.

## В ролях
| Актор                  | Роль                                    |
| ---------------------- | --------------------------------------- |
| Езра Міллер            | Баррі Аллен / Флеш (2023)               |
| Езра Міллер            | Баррі Аллен / Флеш / Чорний Флеш (2013) |
| Рон Лівінгстон         | Генрі Аллен                             |
| Марібель Верду         | Нора Аллен                              |
| Саша Калле             | Кара Зор-Ел / Супердівчина              |
| Бен Аффлек             | Брюс Вейн / Бетмен (2023)               |
| Майкл Кітон            | Брюс Вейн / Бетмен (2013)               |
| Джордж Клуні           | Брюс Вейн / Бетмен (2023) камео         |
| Галь Гадот             | Діана / Диво-жінка                      |
| Джейсон Момоа          | Артур Каррі / Аквамен                   |
| Темуера Моррісон       | Томас Каррі                             |
| Джеремі Айронс         | Альфред Пенніворт                       |
| Кірсі Клемонс          | Айріс Вест                              |
| Руді Манкусо           | Альберт                                 |
| Майкл Шеннон           | генерал Зод                             |
| Ант'є Трауе            | Фаора                                   |
| Ніколай Костер-Вальдау | Чоловік, у якого Флеш украв піцу        |

## Український Дубляж
- Студія: Постмодерн
- Перекладач: Анна Пащенко
- Режисер дубляжу: Катерина Брайковська
- Звукорежисер: Геннадій Алексєєв
- Координатор проекту: Юлія Кузьменко
- Студія міксу: DELUXE MEDIA

Ролі дублювали:
- Баррі — Андрій Соболєв
- Брюс Старший — Євген Пашин
- Нора — Вікторія Білан-Ращук
- Генрі — Юрій Кудрявець
- Айріс — Вікторія Бакун
- Кара — Вікторія Тишкевич
- Брюс — Андрій Твердак
- Зод — Матвій Ніколаєв
- Альфред — Юрій Гребельник
- Аквамен — Сергій Кияшко
- Діана — Наталія Романько-Кисельова
- Томас Каррі — Михайло Кришталь
- Малий Баррі — Владислав Васицький

А також: Євген Локтіонов, Руслан Драпалюк, Андрій Альохін, Анастасія Жарнікова, Дмитро Терещук, Олександр Шевчук, та інші

## Створення фільму
У липні 2013 року повідомлялося, що Грег Берланті, бере участь у створенні серіалу Флеш для каналу The CW, розробляє фільм про Флеша для Warner Bros. У жовтні 2014 року компанія Warner Bros. повідомила, що сольний фільм про цього персонажа вийде 23 березня 2018 року, а роль Баррі Аллена повинен зіграти актор Езра Міллер після першої появи персонажа у фільмі «Бетмен проти Супермена: На зорі справедливості». У квітні 2015 року за історію для фільму взялися Філ Лорд і Крістофер Міллер. Їм також було запропоновано поставити стрічку, але ті в жовтні 2015 року відмовилися і обрали інший проект — «Соло». У жовтні 2015 року сценаристом та режисером призначено Сета Грем-Сміта, який сподівався, що фільм про спідстера стане його дебютом в ігровому кіно. В кінці квітня 2016 року стало відомо, що Сет Грем-Сміт відсторонений від роботи над фільмом через творчі розбіжності, але все ж студія зберегла його сценарій. Пізніше продюсер Чарльз Ровен повідомив, що події фільмів про Флеша і Аквамена будуть відбуватися після подій «Ліги Справедливості» і в них не буде розказана історія походження цих персонажів. На початку червня 2016 року стало відомо, що новим постановником картини став Рік Фамуїва.
У липні 2017 на виставці San Diego Comic-Con було оголошено, що назва фільму було змінено і картина тепер називається «Флешпоінт». Сюжет буде заснований на однойменній сюжетній арці коміксів. У вересні 2017 року портал Deadline повідомив, що Галь Гадот знову зіграє у фільмі роль Діани Прінс / Диво-Жінки. У січні 2018 року режисерський дует Джон Френсіс Дейлі та Джонатан Ґолдштейн розпочали переговори про написання сценарію та режисуру фільму після того, як студія вирішила не чекати, поки графік Земекіса звільниться. Дейлі та Ґолдштейн були затверджені режисерами в березні, а наступного місяця назву фільму повернули до «Флеш». На той момент вихід фільму планувався на 2021 рік.
У середині березня 2019 року стало відомо, що Езра Міллер пише нову версію сценарію фільму разом із автором коміксів Грантом Моррісоном. Вони не погоджувалися з безтурботним сюжетом Дейлі та Ґолдштейа. Новий сценарій мусив бути поданий до студії до кінця місяця, і якщо студії не сподобалася б думка Міллера та Моррісона, актор Флеша міг залишити фільм. Прем'єра фільму планувалася на 1 липня 2022 року. Потім вихід фільму було перенесено на 4 листопада 2022 року через додаткові затримки, пов'язані з пандемією, а зйомки мали розпочатися в березні 2021 року в Лондоні. Насправді основні зйомки розпочалися 19 квітня 2021 року. 29 липня зйомки були припинені після того, як мотоцикл оператора зіткнувся з Бетциклом. Оператор отримав поранення, але неважкі. Основні зйомки завершилися 18 жовтня 2021 року.
У березні 2022 року Warner Bros. відкоригувала графік випуску своїх фільмів через вплив пандемії COVID-19 на робоче навантаження постачальників візуальних ефектів. Прем'єру «Флеша» перенесли на 23 червня 2023 року, а «Аквамен і Загублене королівство» також із 2022 на 2023 рік, щоб дати час для завершення візуальних ефектів; для «Флеша» потрібно було виконати близько 2500 сцен із візуальними ефектами. Після кількох суперечливих інцидентів (дебош, крадіжки та побиття, розбещення неповнолітньої та викрадення жінки з дітьми) і арештів за участю Езри Міллера протягом 2022 року, Warner Bros. Discovery (щойно створена материнська компанія Warner Bros. Pictures) зазнавала дедалі більшого тиску. Розглядалися різні варіанти рішень, аж до безпрецедентного скасування фільму. Незабаром після цього Міллер приніс публічні вибачення через свого представника та оголосив, що вони шукають професійного лікування «складних проблем із психічним здоров’ям».
Прем'єра «Флеша» відбулася 12 червня 2023 року в Китайському театрі Граумана в Лос-Анджелесі. Після позитивного прийому широкий випуск фільму в кінотеатрах перенесли на 16 червня 2023 року.

## Оцінки й відгуки
«Флеш» зібрав 64 % схвальних рецензій на агрегаторі «Rotten Tomatoes», при цьому 84 % пересічних глядачів оцінили його позитивно.
Венді Іде в газеті «The Guardian» описала «Флеша» як «цілком корисне і часто кумедне доповнення» до вже наявних фільмів про супергероїв, які подорожують паралельними реальностями. При цьому спецефекти місцями не настільки якісні, як цього слід було очікувати від фільму такого рангу, а Супердівчині приділено недостатньо уваги.
На думку Джека Ріді з газети «Chicago Reader», «Вірний коміксам, що мають безперервність протягом десятиліть, фільм проходить через надзвичайну кількість науково-фантастичних сюжетів з обмаллю часу на внутрішню логіку чи емоційний розвиток». Збуджена гра Езри Міллера та високі сюжетні ставки недостатні для розкриття двійника Баррі, а битви більше нагадують рівні відеогри чи тематичний парк розваг.
Манохла Даргіс у газеті «The New York Times» відгукнувся, що Флеш як супергерой цікавий тим, що приєднався до захисників планети випадково, а не успадкувавши силу чи бувши створеним для такої ролі. Він «продуманий, амбітний і відносно жвавий» у фільмі. Проте «Як це зазвичай буває у фільмах про супергероїв, сюжет безглуздий і заплутаний — не дивно, що персонаж використовує клубок варених спагетті, щоб спробувати пояснити основне сюжетне місце».
Марина Григоренко на сайті УНІАН підсумувала: «Загалом „Флеш“ видався доволі непоганою розважальною стрічкою — з харизматичними (попри все) акторами (окрема подяка за Майкла Кіттона), чималою порцією гумору та влучними відсилками до поп-культури, а також стильними декораціями, одягом та музикою. При цьому в принципі у героїв є зрозуміла мотивація, а з цим у фільмах розширеного всесвіту DC нерідко виникали проблеми».
На думку Микити Казимирова з ITC.ua, «„Флеш“ увібрав у себе всі риси, за які глядачі по всьому світу в принципі полюбили адаптації коміксів на великих екранах. Це смішний та зворушливий водночас фільм, де якісний екшен поєднується з відповідальним ставленням до своїх персонажів і хімії між ними».